# Corona islandese
La corona islandese (in islandese króna,  plurale krónur) è la valuta utilizzata in Islanda. Il codice ISO 4217 è ISK.

## Storia
La corona islandese divenne una valuta distinta dalla corona scandinava in seguito alla dissoluzione dell'unione monetaria scandinava, avvenuta all'inizio della prima guerra mondiale. Dal 1961 la circolazione della corona islandese è controllata dalla Seðlabanki Íslands, la Banca centrale d'Islanda. Nel 1980 la corona islandese è stata rivalutata, col tasso di 100 vecchie krónur per una nuova króna. La corona islandese è composta da 100 aurar (singolare eyrir), ma in pratica, monete con valore inferiore a 1 króna non sono in circolazione da molti anni.
Nel settembre 2002 il primo ministro islandese Davíð Oddsson ha firmato due leggi che prevedono che tutti gli importi delle transazioni finanziarie ed economiche non devono riportare frazioni di corona e che tutte le monete con valore inferiore a 1 króna devono essere ritirate dalla circolazione. Dal 1º ottobre 2003, le banche islandesi non accettano più le monete da 5, 10 e 50 aurar.
Nel 2003, le seguenti banconote e monete, emesse dal 1980, hanno corso legale:
- Banconote: 5000, 2000, 1000, 500, 100, 50, 10 krónur.
- Monete: 100, 50, 10, 5, 1 krónur/króna, e 50, 10, 5 aurar (centesimi).

In pratica, le banconote da 100 krónur o inferiori, e le monete inferiori a 1 króna sono fuori circolazione.
Dal 3 dicembre 2008 il commercio in corone islandesi è stato ufficialmente sospeso per evitare un ulteriore aggravamento della situazione creatasi come conseguenza della crisi bancaria mondiale, che ha portato l'intera nazione islandese ad un passo dal fallimento.
A causa della crisi e a fronte della conseguente necessità di introdurre una nuova moneta l'Islanda sta effettuando pressioni per potere anch'essa entrare a fare parte della zona euro, come è definito l'insieme degli attuali 20 paesi dei 27 appartenenti all'Unione europea, che hanno introdotto l'euro come valuta nazionale.